# Elafonísi
Elafonísi (en grec moderne : Ελαφονήσι) est une île grecque, située en mer de Libye, au sud-ouest de la Crète et à proximité immédiate du rivage. Elle dépend du district régional de La Canée. Par beau temps, il est possible de marcher jusqu'à l'île en passant par les eaux peu profondes. L'île est une réserve naturelle protégée. Elle est connue pour ses plages de sable rose, créées par des dépôts de micro-organismes pigmentés, induits par les marées et les vagues, qui vivent en symbiose avec les algues indigènes.

## Histoire

### Guerre d'indépendance grecque
Au point le plus élevé de l'île se trouve une plaque commémorant un événement tragique. Le dimanche de Pâques du 18 avril 1824, plusieurs centaines de Grecs, principalement des femmes et des enfants, sont tués sur Elafonísi par des soldats ottomans. Pour éviter l'avancée des troupes turques ottomanes, quarante hommes armés s'étaient réfugiés sur l'île avec des femmes, des enfants et des vieillards, où ils attendaient un bateau qui les emmènerait vers les îles Ioniennes. Les soldats ottomans avaient décidé de camper sur la plage en face de l'île. Un de leurs chevaux a marché le long de l'eau peu profonde jusqu'à l'île et les personnes qui se cachaient sur l'île ont été découvertes. Selon plusieurs sources, il y avait entre 640 et 850 personnes au total, dont la plupart ont été tuées et les survivants ont été vendus comme esclaves en Égypte,.

### Naufrage de l'Imperatrix
Une grande croix en bois commémore un naufrage survenu le 22 février 1907. Il s'agissait d'un bateau à vapeur pour passagers de la Lloyds autrichien, appelé l'Imperatrix. En raison des forts vents du nord-ouest, 38 personnes sont mortes dans un canot de sauvetage qui tentait d'atteindre le rivage. Elles ont toutes été enterrées sur l'île. L'Imperatrix repose toujours au fond de la mer, devant la côte, et c'est la raison pour laquelle un phare a été construit sur une colline de l'île.
Le phare a été détruit, pendant la Seconde Guerre mondiale par les troupes d'occupation allemandes.

## Tourisme
La vaste plage en face d'Elafonísi est l'une des plus belles et des plus célèbres de Crète. L'hébergement sur place est limité et, à la belle saison, des centaines de baigneurs s'y rendent en voiture chaque jour depuis la côte nord.